# 北野孫兵衛
北野 孫兵衛/季勝（きたの まごべえ/すえかつ）は、安土桃山時代から江戸時代初期にかけての武士。北野氏9代当主。周防国山代本郷村の庄屋。江戸時代初め、山代慶長一揆の指導者であった山代十一庄屋の代表として、長州藩に対して一揆を先導したことで知られる。

## 出自
父は本郷村庄屋の北野次郎右衛門、母は三分一左衛門九郎の娘と伝えられ、鎌倉時代の武将・和田義盛の末裔とされる。北野氏は、義盛の末子である和田季盛が周防に住み着いたのを契機に、その子孫が30貫の領地を代々に渡って治め喜多野と称したことから発祥し孫兵衛季勝は、その9代当主である。元来、孫兵衛は毛利家に仕えており、天正年間は毛利輝元の家臣として転戦し、のち輝元が豊臣政権の五大老となって大坂入りした際は孫兵衛も大坂へ随行した。武芸に秀でていたとされ、とくに弓の名手と伝えられている。しかし、関ヶ原の戦いに前後して毛利家を離れ、長く仕官せず浪人として過ごした。本郷村の庄屋となるのは慶長の半ばという。

## 山代慶長一揆
毛利藩は、折からの財政難に直面しており、その維持のため領内全てに対し慶長検地を行なった。この検地は慶長12年(1607年)から3年のあいだ続き、結果として課せられたのは7つ3分(現在でいう73%)という極めて厳しい重税であった。この税率に困窮した生活を強いられた領民の声を行動に移す動きが広がり、府谷村の庄屋・西村次右衛門を始めとする11村落の庄屋が立ち上がり孫兵衛も加わった。孫兵衛らは代官所へ嘆願を行い4割の減税などを求めた。
慶長13年（1608年）10月、藩は嘆願をいったんは受け入れる形で年貢における高率の負担を撤廃したが、翌年の3月28日、代官所は、この動きを一揆暴動と処断し、これを主導した孫兵衛に出頭命令を下した。翌日、出頭した孫兵衛らには即日死罪の判決が下され、孫兵衛を含む11人の首謀者全員は縄を打たれ、引地峠で斬首された。孫兵衛らの首は本郷まで運ばれたのち、本郷川の土手に建てられた梟首台の上に晒されたが、夜になり孫兵衛の領民数名が彼の首を盗み、成君寺裏手の赤江の地に葬った。一方で、孫兵衛らの意向に反して藩の検地に進んで協力した庄屋達は、この一揆に加わらず村落は安堵されたが、この一揆を境に、山代では室町以来残ってきた中世的な国人思想の強い自由自治政治は消滅し、近世の幕藩体制が浸透してゆく契機ともなった。

## 墓碑
- 寛文4年（1664年）、本郷村の安養院に居を借りていた禅僧の休伝が、十一庄屋を悼み50回忌まで追善供養を行い、寺の建立が許され建立寺が建てられた。
- 明治32年（1899年）、有志により十一庄屋の頌徳碑が建立される。また、現在までで首塚があるのは北野孫兵衛季勝のみであるが、その首塚は、藩の目を欺く意味もあってか碑銘のない塚となっている。

## 山代十一庄屋
一揆を主導した11人全員が即日捕われ、斬首の刑となった。生見村の新原神兵衛の家系からは芥川龍之介が子孫として出ている。また波野村からは孫右衛門の名が見られるが庄屋ではなく、彼のみ一介の百姓である。
- 本郷村 北野孫兵衛季勝
- 府谷村 西村次右衛門
- 宇佐村 広兼七兵衛
- 宇佐郷村 山田平兵衛
- 河山村 岡新左衛門
- 波野村 中内助兵衛
- 生見村 新原神兵衛
- 南桑村 揚井市介
- 阿賀村 宗正作兵衛
- 大原村 讃井五兵衛
- 波野村 孫右衛門